# Repki (powiat sokołowski)
Repki – wieś w Polsce, położona w województwie mazowieckim, w powiecie sokołowskim, w gminie Repki. Ma status sołectwa.
Wieś jest siedzibą gminy Repki. 
W latach 1975–1998 wieś należała administracyjnie do województwa siedleckiego.
Przez Repki przebiega droga krajowa nr 62. Na południe od wsi przepływa rzeka Myśla, lewy dopływ Bugu.
Wierni kościoła rzymskokatolickiego należą do parafii Trójcy Przenajświętszej w Repkach-Szkopach. W Repkach jest kościół konparafialny (filialny).

## Integralne części wsi
| SIMC    | Nazwa           | Rodzaj    |
| ------- | --------------- | --------- |
| 0685104 | Mała Wieś       | część wsi |
| 0685110 | Nowa Wieś-Repki | część wsi |
| 0685127 | Płachetki       | część wsi |
| 0685133 | Stronka         | część wsi |

## Historia
Wieś o rodowodzie średniowiecznym o której pierwsza pisana wzmianka pochodzi z roku 1492. W okolicy powstały grodziska między innymi w Wołodkach, Grodzisku i Gródku. Po unii brzeskiej w 1644 roku szlachcic Mieczysław Mleczko ufundował tutejszym Rusinom cerkiew unicką i ją uposażył.
Na przełomie XVIII/XIX wieku we wsi istniał dwór z parkiem. W 1864 roku utworzono Gminę. 

## Zabytki
- Klasycystyczna kapliczka wnękowa z 1844 r[9].